# Dominat
Dominat ali pozno Rimsko cesarstvo je bilo despotsko zadnje obdobje Rimskega cesarstva, ki je sledilo principatu.  
Začelo se je po krizi tretjega stoletja (235-284) in končalo s propadom Vzhodnega rimskega cesarstva leta 1453. V vzhodni polovici cesarstva, predvsem po Justinijanu I. (vladal 527-565), se je dominat razvil v avtokratski absolutizem.
Izraz dominat izhaja iz latinske besede dominus, ki pomeni gospod ali gospodar. Naslov dominus  so prvotno uporabljali sužnji za naslavljanje svojih lastnikov oziroma gospodarjev. Za naslavljanje cesarjev so ga začeli nedosledno uporabljali v Julijsko-klavdijski dinastiji, dosledno pa za cesarja Dioklecijana (vladal 284-305), prvega vladarja v zgodnjem dominatu. 

## Prehod iz principata v dominat
V principatu se ustava Rimske republike nikoli ni uradno ukinila in je kot taka pomenila fasado, za katero so se skrivali rimski cesarji. V principatu so cesarji na splošno posnemali Avgusta, ki je v eni osebi združil več civilnih in vojaških položajev in svojo avtokratsko oblast spretno skrival za ustanovami stare Rimske republike, tako da je ohranil rimski senat in par konzulov, katera so vsako leto zamenjali. Takšen način vladanja se je končal po krizi tretjega stoletja med vladavino cesarja Dioklecijana.
Dioklecijan je ukinil videz republike in uvedel sistem štirih monarhov, imenovan tetrarhija. Oblast v cesarstvu  sta si delila dva socesarja – avgusta in dva njima podrejena mlajša cesarja – cezarja.

## Stilistične spremembe
Dioklecijan, njegovi kolegi avgusti in njihovi nasledniki so začeli javno razkazovati svojo cesarsko moč. Opustili so skromen naziv princeps in uvedli čaščenje po zgledu mogotcev v Starem Egiptu in Perziji. Namesto toge (toga praetexta), ki so jo nosili cesarji v principatu, so začeli nositi z zlatom in dragulji okrašena oblačila in obutev.  
Živeli so v razkošnih palačah, kakršna je bila na primer ogromna Dioklecijanova palača v Splitu, in se obdali z dvorjani, ki so dobili visoko zveneče častne naslove in najvišje državne položaje. Mnogo položajev in naslovov, ki so bili sprva povezani z dvorom in so pomenili zaupno povezavo s cesarjem, na primer komornik in konjušnik, je dobilo veliko moč. Naslova senator in konzul sta izgubila še zadnje ostanke politične moči, ki sta jo imela v principatu, in postala zgolj častna naslova.  
Da bi preprečili upore in uzurpacije oblasti, ki so se dogajale med krizo tretjega stoletja, so cesarji  poskušali doseči nekakšno božansko legitimnost, značilno za vzhodne monarhije. Naslov dominus, ki je odražal cesarjev božanski položaj (divus) in ga je sprva podeljeval senat pokojnim cesarjem za njihove izjemne zasluge, se je začel uporabljati za še živeče cesarje in postal njihova izključna pravica.
Cesarji so uvedli nove protokole, na primer poklekanje pred cesarjem in poljubljanje roba njegovih oblačil (proskinesis), ki sta bila značilna za perzijske vladarje. Po Konstantinovem prestopu v krščanstvo (312) in Teodozijevem uzakonjenju krščanstva kot državne vere (380), se je cesarjeva božanskost neposredno povezala s krščansko cerkvijo. Po letu 476 je simbiotska povezava med cesarsko krono v Konstantinoplu in pravoslavno cerkvijo privedla do značilne srednjeveške bizantinske države. 